# Françoise Dorléac
Françoise Dorléac (Párizs, 1942. március 21. – Nizza, 1967. június 26.) francia színésznő. 
Testvérei Catherine Deneuve (1943–), Sylvie Dorléac (1946–) és Danielle Dorléac (1937–) francia színésznők.

## Életpályája és munkássága
Szülei: Maurice Dorléac (1901–1979) és Renée Simonet (1911–2021) ismert színészek voltak. Iskolai tanulmányai után a Dior cég manökenje lett. Táncolni tanult és színi tanulmányokat folytatott. 1960–1967 között 21 filmben volt látható.
Colette Gigi című darabjában mutatkozott be. Szerepelt a Théátre Antoine színpadán és a Palais Royalban. Hervé Bromberger filmrendező fedezte fel a film számára, s ettől kezdve az új hullám alkotásainak kedvelt főszereplője volt. A magyar közönség a Rendkívüli kiadás (1962) excentrikus leányalakjaként ismerte meg. Temperamentumos egyénisége többnyire kalandtörténetekben aratott sikert. 1964-ben Jean-Paul Belmondo partnere volt a Riói kaland című filmben. 1966-ban Roman Polański Zsákutca című filmjében is szerepelt. Húgával, Catherine Deneuve-vel együtt szerepelt A rochefort-i kisasszonyok című 1967-es filmmusicalben. Ez volt utolsó ismert filmje, nem sokkal később sportkocsijában autószerencsétlenség áldozata lett.

## Filmjei
- Farkasok a juhakolban (Les loups dans la bergerie) (1960)
- A becsapott ajtók (Les portes claquent) (1960)
- A világ minden aranya (1961)
- Ma este vagy soha (Ce soir ou jamais) (1961)
- Az aranyszemű leány (La fille aux yeux d'or) (1961)
- A hazug lány (1962)
- Rendkívüli kiadás (1962)
- Arséne Lupin Arséne Lupin ellen (Arsène Lupin contre Arsène Lupin) (1964)
- Riói kaland (1964)
- A bársonyos bőr (1964)
- Férfivadászat (1964)
- Dzsingisz Kán (1965)
- Ahol kémek vannak (1965)
- Zsákutca (1966)
- A rochefort-i kisasszonyok (1967)
- A milliárd dolláros agy (1967)